# Elecciones provinciales de Córdoba de 1995
Las elecciones generales de la provincia de Córdoba de 1995 tuvieron lugar el 14 de mayo, adelantadas varios meses por el gobierno de Eduardo Angeloz, de la Unión Cívica Radical (UCR), y colindando con las elecciones presidenciales y legislativas a nivel nacional. Se debía elegir al gobernador y vicegobernador para el período 1995-1999, a los 66 miembros de la Cámara de Diputados y a 35 miembros del Senado provincial.
A pesar de los escándalos de corrupción y las protestas sociales que caracterizaron el último período del tercer mandato de Angeloz, debido en gran parte a la crisis que atravesaba el Partido Justicialista (PJ) cordobés entre "renovadores" y "ortodoxos", con José Manuel de la Sota derrotado en las internas tras sus dos fracasos electorales consecutivos, siendo su candidato Guillermo Johnson; el candidato de la UCR, Ramón Mestre, triunfó no sin un fuerte descenso y perdiendo la mayoría absoluta de votos. El Frente País Solidario y la Unión del Centro Democrático quedaron en tercer y cuarto lugar respectivamente, y lograron representación parlamentaria a pesar del peculiar régimen electoral legislativo imperante en la provincia.
La situación de la provincia forzó a Angeloz a adelantar el traspaso de mando al 12 de julio de ese mismo año, aun cuando su mandato finalizaba el 11 de diciembre. La cuarta derrota consecutiva del justicialismo llevó al retorno al poder de De la Sota dentro del partido, y a su elección como gobernador en 1998.

## Antecedentes
La provincia de Córdoba, si bien está enormemente por detrás de la provincia de Buenos Aires, es el segundo distrito más poblado de la República Argentina, y uno de los únicos cuatro distritos del país (junto con Buenos Aires, la ciudad de Buenos Aires, y la provincia de Santa Fe) donde la población supera los tres millones de habitantes. Eso la vuelve un importante territorio en los procesos electorales argentinos. En las dos únicas elecciones en las que un candidato ha sido electo presidente de la Nación Argentina sin imponerse en el distrito bonaerense (1916 y 2015), una arrolladora victoria en Córdoba (del 67% para Hipólito Yrigoyen y del 71% para Mauricio Macri) fue clave en esos triunfos.
Desde la irrupción del peronismo o justicialismo en la vida política argentina, junto con la capital federal, ha sido también una de las principales fuentes de votos del antiperonismo. Durante los gobiernos de Juan Domingo Perón, con la hegemonía peronista en su apogeo, en Córdoba siempre obtuvo sus resultados electorales más estrechos, tanto en 1951 como en 1973. Fue de hecho en la misma provincia en la que se inició el golpe de Estado que acabó con el derrocamiento de Perón en septiembre de 1955 y la proscripción del justicialismo por dieciocho años. Tras la recuperación de la democracia, en 1983, el gobierno provincial cordobés, así como la mayoría de sus municipios e instituciones, fue hegemonizado por la Unión Cívica Radical (UCR), siendo el único distrito donde no sufrió fuertes debacles electorales a pesar de la crisis que empezó a sufrir a partir de 1987 y la hiperinflación de 1989, durante el gobierno radical de Raúl Alfonsín. Durante este período, el gobernador Eduardo Angeloz (quien de hecho fue candidato a presidente de la Nación en las elecciones de 1989) ganó tres elecciones provinciales (1983, 1987, y 1991), valiéndose primero de una reforma constitucional, y luego de una cláusula de no retroactividad que le permitió un tercer mandato. En dos de las tres elecciones se impuso en todos los departamentos, y en las de 1987 solo fue superado por el justicialismo en tres.
Durante la época de dominio radical, el Partido Justicialista cordobés, al igual que el PJ nacional, había enfrentado fuertes luchas internas, entre un sector ortodoxo y uno renovador, encabezado este último en Córdoba por José Manuel de la Sota. El sector renovador consideraba al ortodoxo como principal responsable de la derrota electoral sufrida en 1983, la primera del justicialismo en elecciones libres. De la Sota logró tomar el control del peronismo cordobés a partir de 1985, cuando las facciones justicialistas presentaron listas legislativas separadas y la lista renovadora superó ampliamente en votos a la ortodoxa. Sin embargo, y pese a las expectativas, De la Sota perdió sorpresivamente las elecciones contra Angeloz en 1987, aunque por un margen más estrecho que el obtenido por sus predecesores ortodoxos. El sector de De la Sota era muy cercano al del bonaerense Antonio Cafiero, elegido gobernador de la provincia de Buenos Aires ese mismo año, y De la Sota fue precandidato a vicepresidente en fórmula con Cafiero en 1988, en la primera primaria directa del PJ, que fue ganada por la fórmula Carlos Menem-Eduardo Duhalde. A pesar de la derrota, la fórmula Cafiero-De la Sota obtuvo un arrollador resultado en Córdoba, lo que llevó a que De la Sota pudiera continuar al mando del partido a pesar de la reelección de Angeloz. No obstante, una nueva derrota ante Angeloz, esta vez por un margen más amplio, en 1991, hizo que el apoyo al naciente delasotismo colapsara, y el gobierno menemista, cuyo principal referente en Córdoba era Julio César Aráoz, pudo finalmente tomar el control del PJ cordobés. El juez menemista Guillermo Johnson, cercano al ministro de Economía Domingo Cavallo, accedió a la candidatura del PJ, con Oscar González como candidato a vicegobernador. Johnson era el juez a cargo de varias causas contra Angeloz, por lo que se consideraba que su candidatura sería capaz de contrapesar a Mestre.
Sin embargo, la situación interna de la Unión Cívica Radical cordobesa era también complicada. Mientras que la idea de un tercer mandato había sido muy común en los gobiernos provinciales del Partido Justicialista, Angeloz enfrentó una fuerte oposición interna a la idea de una segunda reelección. Este sector, liderado por Ramón Mestre, intendente de Córdoba durante su período, había perdido las internas de 1991, pero ante la imposibilidad de un cuarto mandato para Angeloz, finalmente la figura de Mestre comenzó a crecer. Mestre accedió de este modo a la candidatura para suceder a Angeloz en 1994, con Luis Molinari Romero como compañero de fórmula, gracias a un acuerdo político, luego de que la línea interna de Angeloz aceptara que no existía una figura en el radicalismo cordobés aparte del popular exintendente capaz de oponerse a la creciente hegemonía justicialista. La difícil situación del radicalismo, sumado a los problemas económicos y a los sucesivos escándalos de corrupción que debió enfrentar Angeloz durante su último mandato, llevaron a que este finalmente resolviera adelantar considerablemente los comicios hasta realizarlos junto a las elecciones presidenciales. Esto complicó aun más a la candidatura de Mestre, pues se consideraba que Johnson se vería beneficiado por los votos de Menem, que buscaría la reelección tras la reforma constitucional argentina de 1994.

## Reglas electorales
- Gobernador y vicegobernador electos por mayoría simple.
- 66 diputados, la totalidad de los miembros de la Cámara de Diputados provincial. Electos por toda la provincia con 36 bancas reservadas para el partido más votado, 20 bancas para el segundo, 5 al tercero, 3 al cuarto y 2 al quinto. Si algún partido no alcanzaba el piso electoral de 2%, se distribuían sus bancas entre los otros partidos de la minoría.
- 35 miembros de Cámara de Senadores provincial. Los departamentos cuya población no excedía de 60 000 habitantes eligieron un senador por mayoría simple; los que tenían entre 60 000 y 100 000 habitantes eligieron 2 senadores atribuidos a la lista ganadora; los que tenían entre 100 000 y 300 000 habitantes eligieron 6 senadores, correspondiendo 3 a la mayoría, 2 a la primera minoría y 1 para el tercero; y los departamentos de más de 300 000 habitantes, 8 senadores, de los cuales se atribuyeron 4 a la mayoría, 3 al segundo partido y 1 al tercero.

## Resultados

### Gobernador y vicegobernador
La elección resultó en un holgado y sorpresivo triunfo para Mestre, que recibió el 47.19% contra el 40.05% de Johnson, a pesar de que las encuestas preveían una contienda mucho más cerrada. El corte de boleta con respecto a las elecciones presidenciales y legislativas fue altísimo, alcanzando proporciones históricas. El mismo día, Carlos Menem ganó con más del 48% de los votos. El candidato radical a la presidencia, Horacio Massaccesi, recibió tan solo el 28% de los votos, y el candidato del Frente País Solidario (FREPASO), José Octavio Bordón, el 20%. Tal resultado indicaba que, de cada 100 personas que votaron por Mestre, 41 no lo hicieron por Massaccesi. El frepasista Humberto Volando, candidato a la gobernación, se ubicó en tercer lugar detrás de Johnson, pero con solo el 5.03% de los votos. La victoria de Mestre también benefició a José Manuel de la Sota, que con la derrota de Johnson, incluso durante el apogeo menemista, pudo recuperar el control del PJ cordobés.
|  | 47,19 % |

|  | 40,05 % |

|  | 5,03 % |

|  | 3,10 % |

|  | 1,52 % |

|  | 1,51 % |

|  | 0,82 % |

|  | 0,38 % |

|  | 0,28 % |

|  | 0,13 % |

|  | 94,18 % |

|  | 5,27 % |

|  | 0,55 % |

|  | 100 % |

|  | 78,77 % |

### Cámara de Diputados
|  | 44,04 % |

|  | 40,26 % |

|  | 6,37 % |

|  | 4,65 % |

|  | 1,34 % |

|  | 1,33 % |

|  | 0,98 % |

|  | 0,48 % |

|  | 0,35 % |

|  | 0,20 % |

|  | 89,41 % |

|  | 10,06 % |

|  | 0,53 % |

|  | 100 % |

|  | 83,75 % |

### Cámara de Senadores
|  | 45,02 % |

|  | 40,41 % |

|  | 5,85 % |

|  | 5,41 % |

|  | 1,26 % |

|  | 0,99 % |

|  | 0,67 % |

|  | 0,22 % |

|  | 0,17 % |

|  | 90,12 % |

|  | 9,36 % |

|  | 0,52 % |

|  | 100 % |

|  | 85,49 % |